# Camellia crassipes
Camellia crassipes är en tvåhjärtbladig växtart som beskrevs av Joseph Robert Sealy. Camellia crassipes ingår i släktet Camellia och familjen Theaceae. Inga underarter finns listade i Catalogue of Life.